# Цетше, Дитер
Дитер Цетше (нем. Dieter Zetsche ̩[diːtɐ ˈt͜sɛt͡ʃə]; родился 5 мая 1953 в Стамбуле, Турция) — немецкий бизнесмен, бывший председатель правления транснационального концерна Daimler AG, глава подразделения Mercedes-Benz Cars (с 2006 по 2019 год) и член совета директоров (с 16 декабря 1998 по 22 мая 2019 года).
С 2010 года проживает в коммуне Льерна, на озере Комо, где он приобрёл виллу.

## Биография
Дитер Цетше родился 5 мая 1953 года в Стамбуле, Турции. Его отец, Герберт Цетше, по профессии инженер-строитель в 1953 году находился временно в Турции для строительного проекта дамбы. Семья вернулась в Германию в 1956 году. Дитер Цетше посещал школу в Оберурзеле (около Франкфурт-на-Майне), потом изучал электротехнику с 1971 до 1976 в Университете Карлсруэ.
Он получил высшее техническое образование как инженер. В 1976 году Дитер пришёл в концерн Daimler-Benz, работал в отделе исследований. В 1981 году он стал помощником менеджера развития по производству транспортных средств. Дитер закончил докторантуру в 1982 году в университете Падерборна.
Цетше стал членом совета правления DaimlerChrysler в 1998 году и служил президентом Chrysler Group с середины 2000 до 31 декабря 2005 годов. С 1 января 2006 года Дитер принял предложение генерального директора объединения DaimlerChrysler Юргена Шремпа стать председателем DaimlerChrysler (позже Daimler AG), оставив должность генерального директора Chrysler Group.
26 сентября 2018 года, согласно Уставу компании Daimler AG, определяющему необходимость ротации руководителей, доктор Цетше анонсировал свою отставку, которая была осуществлена 22 мая 2019 года. Покинув пост руководителя компании Цетше занял почетный пост председателя наблюдательного совета.   
Дитер был включен журналом Time в 2006 году в список 100 самых влиятельных людей года.

## Интересные факты
Осуществляя исключительно эффективное руководство компанией Chrysler Group и завоевав уважение среди персонала всех уровней, получил прозвище Доктор Зед (Dr Z или Doctor Zee). Основной причиной этого стала внедренная им 1 июля 2006 года система поощрения сотрудников Employee Prising Plus. Прозвище Dr Z было использовано в рекламной кампании Ask Dr. Z (Спросите у Доктора Зед) на территории Северной Америки, в которой Дитер Цетше отвечал на вопросы потенциальных покупателей по-английски, но с сильным немецким акцентом.   
22 мая 2019 года в день отставки Дитера Цетше с поста руководителя компании Daimler AG, конкурирующая автомобильная компания BMW AG на своем официальном видеоканале выпустила ролик, посвященный Дитеру. Видео, длящееся около минуты, демонстрирует как Цетше в последний день работы покидает офис компании, прощается с персоналом, садится в ожидающий его лимузин Mercedes-Benz и отправляется домой. Дома, попрощавшись с водителем, Дитер входит в дом, идет в гараж, из которого выезжает на автомобиле BMW i8 Roadster. Ролик заканчивается словами "Спасибо, Дитер Цетше, за многолетнюю вдохновляющую конкуренцию..."